# Alexander Berkman
Alexander Berkman (Vilna, 21 de noviembre de 1870-Niza, 28 de junio de 1936) fue un escritor anarquista.

## Biografía
Era hijo de un adinerado hombre de negocios judío. Se quedó huérfano antes de los dieciocho años y decidió emigrar a los Estados Unidos, donde conoció a la que sería su compañera y amante Emma Goldman, una inmigrante rusa que entonces trabajaba como empleada en una fábrica textil.
Muy influidos por las obras de Johann Most, Berkman y Goldman se convirtieron en activistas al implicarse en la campaña a favor de la liberación de los hombres que fueron apresados en el atentado con bomba de Haymarket en 1886. A partir de entonces quedaron estrechamente vinculados al movimiento anarquista.
Cuando en 1892 Henry Clay Frick, empresario potentado y propietario de una acería en Homestead, decidió acabar con los intentos de huelga de sus trabajadores, ocasionando un violento enfrentamiento de un día de duración y cuyo resultado fueron sesenta heridos y el asesinato de diez obreros, Berkman decidió hacerse eco de las doctrinas anarquistas que defendían las acciones violentas o Attentats como medio para lograr un cambio revolucionario. De ese modo, entró en las oficinas del magnate y de dos disparos intentó matar a Frick, quien sin embargo se salvó, y Berkman fue apresado y condenado a veintidós años en prisión, de los que finalmente cumplió catorce.
Liberado en 1906, Berkman y Goldman encabezaron el movimiento anarquista en los Estados Unidos, publicando clandestinamente semanarios radicales como Mother Earth o Blast, y libros como Anarchism and Other Essays (1910) de Goldman o Memorias de un anarquista en prisión (1912) de Berkman, este último publicado en castellano por la editorial Melusina. Tras varios incidentes y acusaciones, fueron deportados a la Unión Soviética durante el Temor rojo de 1919, pero tras la represión de la rebelión de Kronstadt en 1921 se mudaron a Suecia, Alemania y finalmente Francia, sin dejar de denunciar al gobierno soviético con sus libros El mito bolchevique (1925), Letters from Russian Prisons (1925) o El ABC del comunismo libertario (1929). 
La salud y economía de Berkman en ese momento eran bastante precarias y decidió poner fin a su vida. Se suicidó en Niza el 28 de junio de 1936.

## Desencanto en Rusia: 1920-1922
En 1919, Alexander Berkman, Emma Goldman y otras 247 personas (socialistas, anarquistas, sindicalistas) son deportados desde los Estados Unidos a la Rusia revolucionaria.
En su libro El mito bolchevique, Alexander Berkman relata su periplo por la geografía rusa en la década de 1920, desde Moscú a Siberia pasando por Georgia, pero también su cambio personal pasando de un apoyo sin fisuras a los bolcheviques y su proceso revolucionario a su frontal oposición al régimen soviético. El testimonio de Berkman, traducido al castellano por primera vez en 2013, dibuja la Revolución rusa justo antes de la rebelión de Kronstadt de 1921.

### La rebelión de Kronstadt
Alexander Berkman escribió su texto La rebelión de Kronstadt que fue una de las primeras denuncias públicas de dichos sucesos. 
Poco tiempo después, Alexander Berkman abandonó definitivamente Rusia.

## Obras

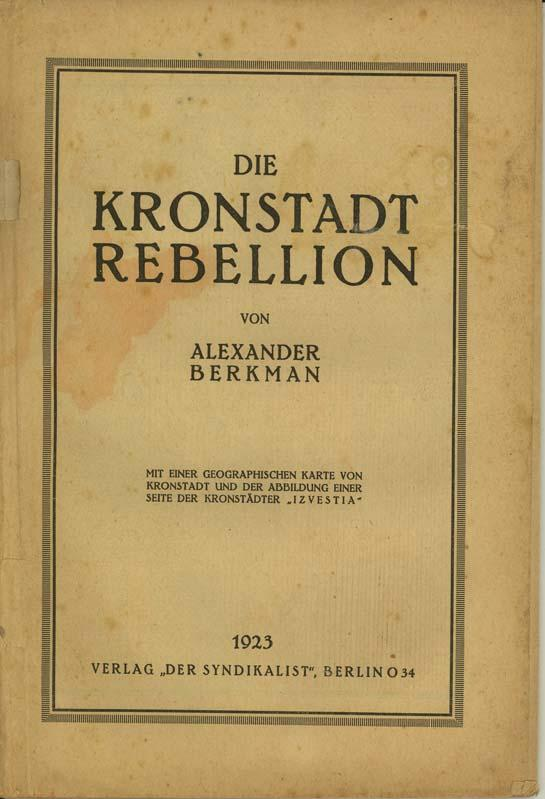
Portada del libro La rebelión de Kronstadt

- El mito bolchevique, La Malatesta editorial, 2013. PDF
- La rebelión de Kronstadt, La Malatesta editorial, 2011.
- Memorias de un anarquista en prisión, Editorial Melusina, 2007.
- El ABC del comunismo libertario, Editorial Irrecuperables, Madrid, 2023.